# Manuel Urda Marín
Urda es la firma del autor de historietas Manuel Urda Marín (Barcelona, 1888- 1974).

## Biografía
Manuel Urda comenzó su carrera de dibujante en las revistas Cu-Cut!, Virolet, En Patufet y Monos. Pasó a trabajar en TBO cuando la revista llevaba apenas un mes a la venta y fue su primer director artístico de 1918 a 1922. Más adelante colaboró en otras revistas como Pulgarcito, Follets, Monos, Yumbo, Nicolás o El Coyote. Sin embargo, cumplió sus bodas de oro profesionales en TBO y en esa revista siguió colaborando hasta poco antes de su muerte. Sus últimos trabajos fueron la sección De todo un poco cuya última página dibujada por Urda fue en el número 751 (17 de marzo de 1972). A partir del número siguiente, su trabajo lo continuó Pere Olivé.